# 神戸国際中学校・高等学校
神戸国際中学校・高等学校（こうべこくさいちゅうがっこう・こうとうがっこう）とは、兵庫県神戸市須磨区にある私立の中高一貫女子校。設置者は学校法人睦学園。龍谷総合学園加盟校。なお、校名の類似する神戸国際大学附属高等学校およびその上位校である神戸国際大学とは全く母体を異にして無関係（神戸国際中高は浄土真宗本願寺派・神戸国際大はキリスト教系の聖公会）である。兵庫大学・同附属須磨ノ浦高等学校と姉妹校である。

## 概要

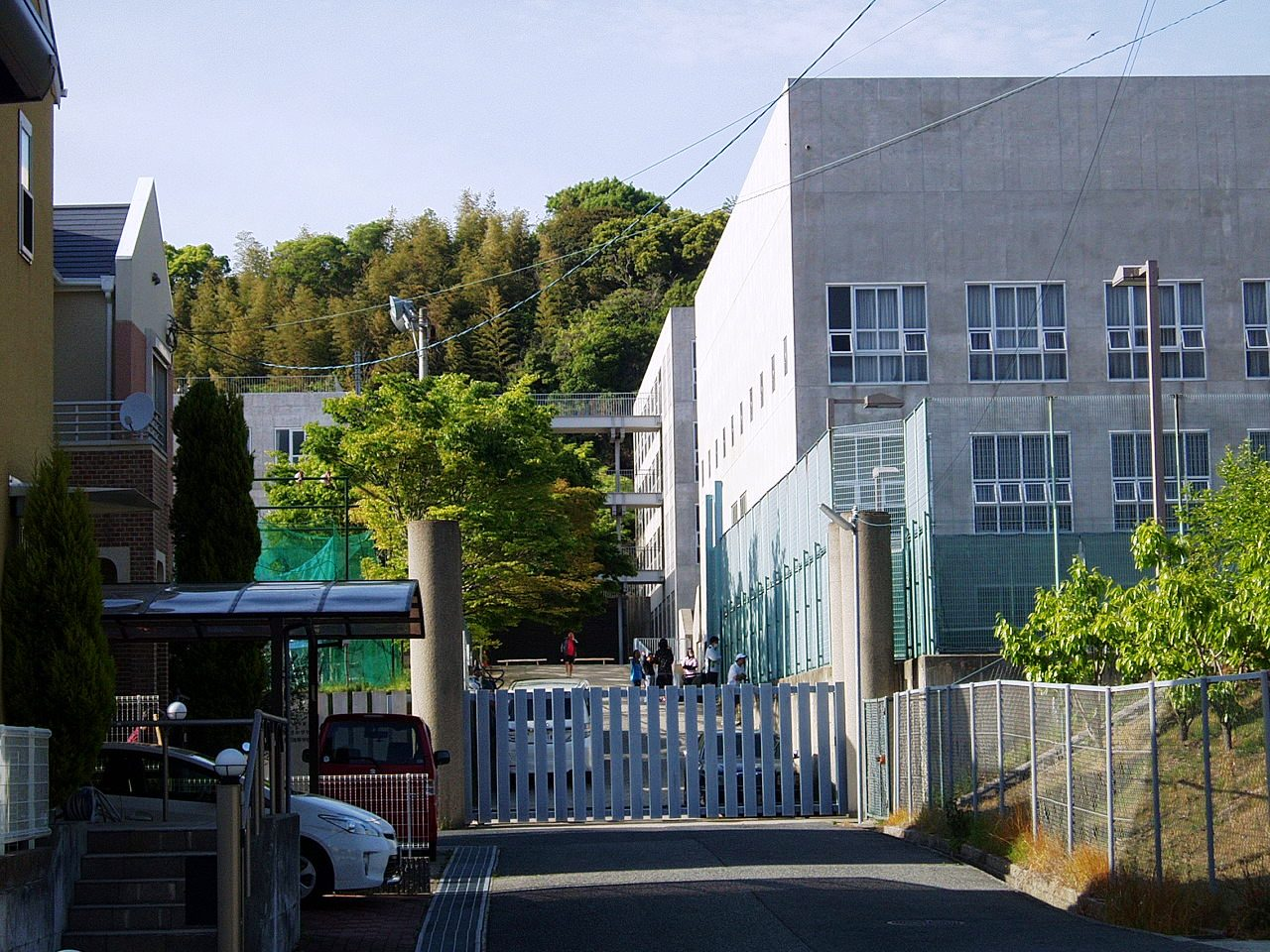
校舎遠景

JR神戸線（山陽本線）須磨駅・山陽電車 山陽須磨駅・市営地下鉄 妙法寺駅から学校まではスクールバスが運行しており、自由な校風で3学期制を採用している。
国際化教育・語学に力を入れており、英語の他にフランス語を必修としている。「兵庫県英語スピーチコンテスト神戸予選第3位」「公文公記念奨学事業高校生短期海外派遣プログラム」のメンバーに選ばれるなど実績を挙げている。
服装は私服。式典の時に準制服としてブレザーの着用が義務付けられている。しかし多数の生徒が中学・高校の制服に準ずる服装で登校している。
6年間を2年ずつ基礎・応用・発展段階と3段階に分けており、中学3年生から総合コースと医歯薬コースを選択できるようになっている。少人数制で生徒一人一人に教員が対応する。進路においては、個人の意志が尊重され学校全体でサポートする体制が整っている。国公立医学部医学科・有名私立大学をはじめとし音大・美大などへも多数生徒を輩出しており、海外留学する生徒も現れている。
また、神戸国際を英語にするとKobe International School ということから生徒は国際生またはKIS生と言われ、このKISは校章にも使われている。
名前が似ていると言う事から、神戸国際大学附属高等学校とよく間違えられる。

## 学科・コース
- 中学校
- 高等学校（総合コース／医・歯・薬コース）
  - 全日制　国際文化科（単位制）

## 沿革
同じ睦学園の経営する須磨ノ浦女子高等学校の併設校として1947年に発足した新制中学校がルーツ。
須磨ノ浦中学校は1973年に休校したが、1991年に新たに神戸国際中学校として発足した。
- 1923年 太子館附属高等裁縫部（須磨睦高等技芸塾）発足
- 1947年 須磨ノ浦中学校設置
- 1951年 法人名を学校法人睦学園に改称
- 1973年 須磨ノ浦中学校休校
- 1991年 須磨ノ浦中学校を神戸国際中学校と改称し再開
- 1992年 現校地に移転
- 1994年 神戸国際高等学校設置

## クラブ活動

### 文化部
- 演劇部
- ESS部
- 写真部

### 運動部
- バスケットボール部
- テニス部
- バレーボール部
- 体操部
- フットサル部
- ダンス部